# Anteaeolidiella fijensis
Anteaeolidiella fijensis is een slakkensoort uit de familie van de Aeolidiidae. De wetenschappelijke naam van de soort is voor het eerst geldig gepubliceerd in 2014 door Carmona, Bhave, Salunkhe, Pola, Gosliner en Cervera.